# 阿布哈茲死刑制度
尽管阿布哈兹被认为是废除死刑的国家，但它只允许对战时犯罪行为执行死刑。自2007年以来，已经暂停执行死刑。前几年，阿布哈兹曾因各种罪行判处10人死刑，但这些判决没有一项得到执行。